# Kenneth Campbell (boxe anglaise)
Pour les articles homonymes, voir Kenneth Campbell et Campbell.
Kenneth Campbell est un boxeur jamaïcain né le 19 août 1949 à Clarendon dans la colonie de Jamaïque. Il participe aux Jeux olympiques d'été de 1968 à Mexico.
Il remporte la médaille d'argent lors de la compétition de poids mouches lors des Jeux de l'Empire britannique et du Commonwealth de 1966 à Kingston en Jamaïque.